# Pont d'Anguera
El Pont d'Anguera és una obra del municipi de Sarral (Conca de Barberà) inclosa en l'Inventari del Patrimoni Arquitectònic de Catalunya.

## Descripció
Es tracta d'un pont d'un arc, tot de pedra, que ha sigut reconstruït fa poc temps. Es troba sobre el riu d'Anguera, afluent per l'esquerra del Francolí, en un antic camí que porta als camps.